# Hotepheresz (hercegnő)
Hotepheresz (ḥtp-ḥr=s) ókori egyiptomi hercegnő volt a IV. dinasztia idején, Sznofru fáraó lánya, Hufu fáraó testvére, Anhhaf vezír felesége.
Hotepheresz valószínűleg Sznofru legidősebb lánya volt, anyja I. Hotepheresz királyné. Férje, egyben testvére Anhhaf vezír volt, akinek sírjában, a gízai G 7010-es sírban ábrázolják Hotephereszt is. Címei a sírban: „a király legidősebb, vér szerinti lánya, akit ő szeret” és „Sznofru papnője”. Hufu fáraó testvéreként és a vezír feleségeként fontos személy lehetett. Egy lányuk volt, akinek neve nem ismert, de fiát, Anhetefet ábrázolják Anhhaf későbbi sírjában.
Hotepheresz férje később, már idős emberként nagy masztabasírt építtetett Gízában, a G 7510 sírt, ebben ábrázolják unokáját. Hotepheresz számára nem alakítottak ki temetkezési helyet a sírban, ami azt mutatja, már korábban meghalt és nem itt temették el.

## Fordítás
- Ez a szócikk részben vagy egészben  a   Princess Hetepheres című angol Wikipédia-szócikk ezen változatának fordításán alapul.  Az eredeti cikk szerkesztőit annak laptörténete sorolja fel. Ez a jelzés csupán a megfogalmazás eredetét és a szerzői jogokat jelzi, nem szolgál a cikkben szereplő információk forrásmegjelöléseként.